# 铁溪镇
铁溪镇，是中华人民共和国四川省巴中市通江县下辖的一个乡镇级行政单位。2020年5月，撤销朱元乡，将其所属行政区域划归铁溪镇管辖。

## 行政区划
铁溪镇下辖以下地区：
冉家坝街道社区、田坝街道社区、冉家坝村、甑子坝村、桅杆坝村、罗村、云峰村、园坝村、天井里村、田嘴村、黄泥嘴村、梨坪村、田坝村、田竹园村、桐子垸村和五童坝村,朱元村、木关坝村、唐家湾村和肖家河村。

## 特产
罗村茶：中国地理标志产品。